# Błona międzykostna goleni

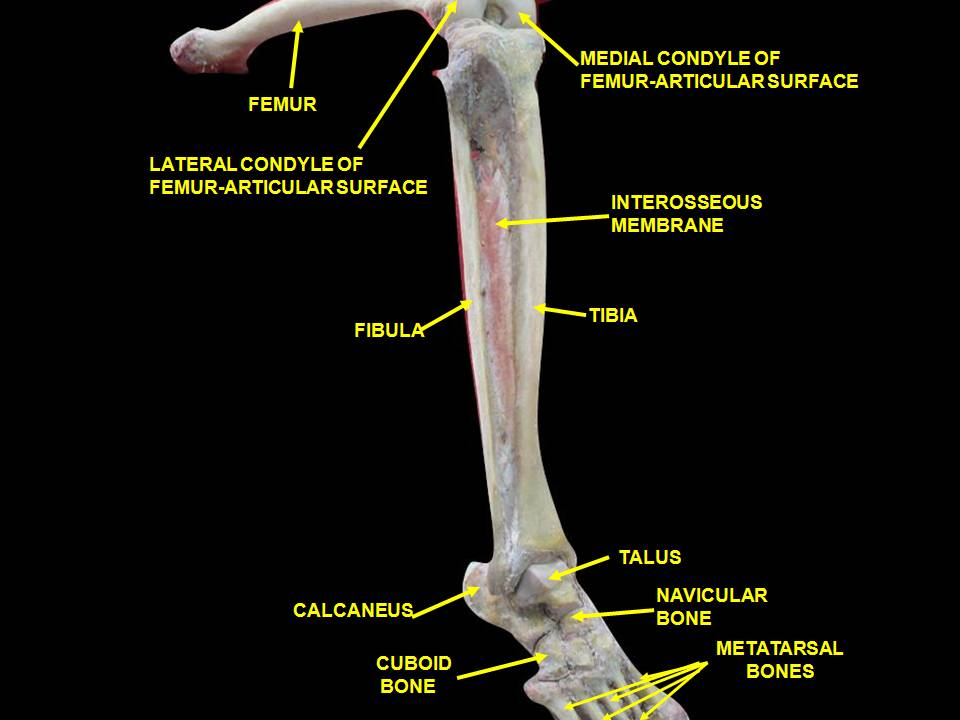
Kończyna dolna wraz z błoną międzykostną goleni – podpisana interosseus membrane

Błona międzykostna goleni (łac. membrana interossea cruris) – w anatomii człowieka, środkowa część ścisłego, ale sprężystego, połączenia kości piszczelowej i strzałki. Na połączenie kości goleni składa się ponadto część górna – staw piszczelowo-strzałkowy oraz część dolna – więzozrost piszczelowo-strzałkowy.

## Położenie i budowa
Błona międzykostna goleni rozpina się między brzegami międzykostnymi kości piszczelowej i strzałki. Ku dołowi przechodzi płynnie w więzozrost piszczelowo-strzałkowy.
Włókna tkanki łącznej budujące błonę biegną głównie skośnie ku dołowi od kości piszczelowej do strzałki, tylko nieliczne pasma krzyżują poprzednie biegnąc skośnie ku górze.
W górnej części błony znajduje się otwór, przez który przechodzą naczynia piszczelowe przednie (tętnica i żyła). W części dolnej błony leży kilka mniejszych otworów, jeden z nich dla gałęzi przeszywającej tętnicy strzałkowej.

## Wytrzymałość
Przeprowadzane próby obciążeniowe wykazały, że błona międzykostna goleni jest na ogół odporniejsza od strzałki.

## Rola
Błona hamuje ruchy podłużne kości goleni względem siebie oraz jest miejscem przyczepu mięśni (np. mięsień piszczelowy przedni, mięsień prostownik długi palców, mięsień prostownik długi palucha, mięsień piszczelowy tylny).